# مارتونی (روستا)
مارتونی (به ارمنی: Մարտունի) یک شهر در کشور ارمنستان است که در استان گغارکونیک واقع شده‌است.  در  کیلومتری شمال گاوار، مرکز استان گغارکونیک واقع شده است.

## خصوصیات
مارتونی ۶۹۶ نفر جمعیت دارد و در ارتفاع  متر بالاتر از سطح دریا قرار گرفته است.